# Romnæsfjellet
Romnæsfjellet är ett berg i Antarktis. Det ligger i Östantarktis. Norge gör anspråk på området. Toppen på Romnæsfjellet är 1 248 meter över havet, eller 369 meter över den omgivande terrängen. Bredden vid basen är 3,3 km.
Terrängen runt Romnæsfjellet är huvudsakligen platt, men den allra närmaste omgivningen är kuperad. Romnæsfjellet är den högsta punkten i trakten. Trakten är obefolkad. Det finns inga samhällen i närheten.